# Brevställare
Brevställare är en tryckt handledning med exempel på titulering och utformning av brev för olika ändamål.
I Sverige publicerades efter utländska förebilder ett flertal brevställare under 1700- och 1800-talen. Till de första i genren i Sverige hörde Johan Biurman (1698–1746), som 1729 utgav En kort doch tydelig bref-ställare, vilken kom i ett flertal upplagor under hela 1700-talet. Han följdes bl.a. av Magnus Sellander (1743–1828), som gav ut Brefställare (1787), Formulär-samling til bref och skrifter i flera upplagor, den första 1796, samt Juridisk bref-samling (1821). Bland de mest spridda under 1800-talet återfinns Skriftställare för det borgerliga affärslifvet (1851) av Ludvig Westerberg (1797–1871), Nyaste brefbok (1869) av C. E. Möller samt Handsekreterare: bref- och formulärbok (1872) av Nils Wilhelm Lundequist (1804–1863). De utkom alla i flera upplagor.
Särskilda brevställare vände sig till kvinnor, till exempel Brefställare för damer (1857) och Brefställare för fruntimmer (1860) av Wilhelmina Stålberg (1803–1872).
År 1960 utgav det svenska postverket Våra brev: en modern brevställare och 1963 Våra brev till utlandet, som utkom i flera upplagor och nådde stor popularitet. De följdes 1966 av Företagets brev och Företagets brev till utlandet, som utgavs 1976.